# ایوان لبدف
ایوان لبدف (انگلیسی: Ivan Lebedeff؛ ‏ ۱۸ ژوئن ۱۸۹۴ – ۳۱ مارس ۱۹۵۳) بازیگر اهل روسیه بود.
از فیلم‌ها یا برنامه‌های تلویزیونی که وی در آن نقش داشته است، می‌توان به دختر دانا، ژست شانگهای، راپسودی در بلو، فرشته، برف‌های کلیمانجارو، جنگ دنیاها، فتح، مردان بدون زنان، مولن‌روژ و تاریخ شب‌ها ساخته می‌شود اشاره کرد.